# Đồng Bằng Sông Hồng

Die Region Đồng Bằng Sông Hồng liegt im Norden (Red River Delta)

Đồng Bằng Sông Hồng (vietnamesisch für Delta des Roten Flusses) ist eine Region im Norden Vietnams (Bắc Bộ). Sie ist geprägt vom Flusssystem des Roten Flusses (Sông Hồng), der sie mit seinen Sedimentablagerungen gebildet hat. Das Flusssystem mündet in den Golf von Tonkin (vietnamesisch Vịnh Bắc Bộ, chinesisch 北部湾 Beibu Wan). Die bedeutendsten Städte sind Hanoi, Hải Phòng, Thái Bình und Nam Định.

## Geologie und Vegetation

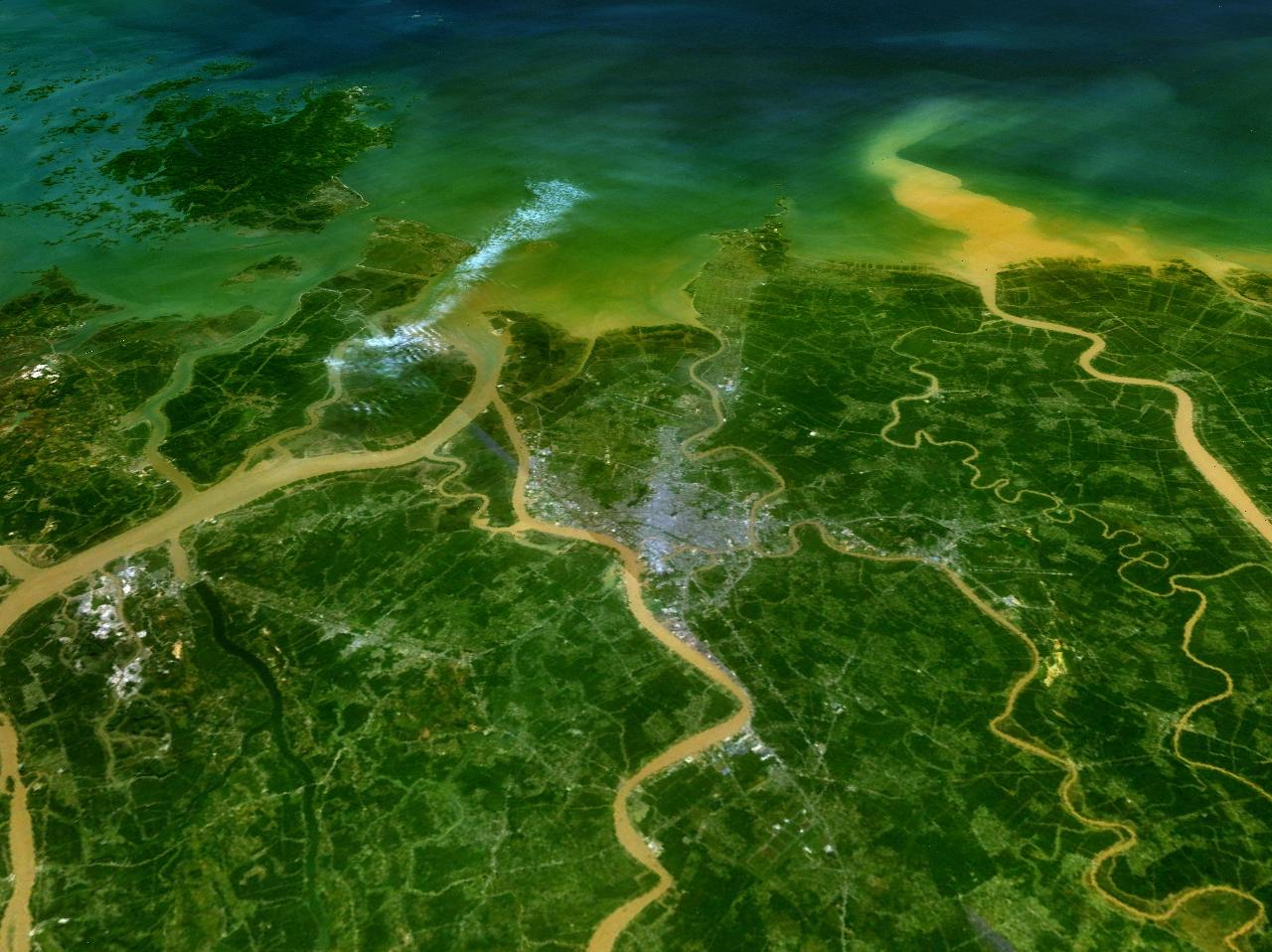
Das Delta bei Haiphong

Die Lage des Deltas schwankte erdgeschichtlich stark, beispielsweise war der Meeresspiegel vor etwa 4000 Jahren um 5 bis 6 Meter höher, so dass die Mündung sich westlich von Hanoi befand (Higham 1989).
Die schon immer erhebliche Menge mitgeschwemmter Sedimente hat in den letzten Jahren durch Entwaldung, intensiven Anbau und hohe Bodenerosion im Einzugsgebiet stark zugenommen und beträgt zurzeit etwa 10.000.000 t jährlich, d. h. 1,5 kg pro m³ Wasser. Das hat einen starken Bodenauftrag zur Folge sowie ein Wachstum des Deltas um rund 100 m pro Jahr. Der rote Fluss ist außerdem berüchtigt für die starken saisonalen Schwankungen der Wassermenge und seine heftigen Überschwemmungen.
Diese Gegebenheiten zwangen die Vietnamesen schon seit dem elften Jahrhundert, das Flusssystem mit Deichen einzudämmen, die heute auf eine Wasserführung zwischen 49.000 und 57.000 m³/s ausgelegt sind. Der bislang höchste Wert von 37.000 m³/s wurde 1945 gemessen. Mittlerweile liegt das eingedeichte Flussbett teils höher als das umliegende Land. Der maximale Tidenhub an der Küste des Deltas beträgt ca. 4 m. Falls Prognosen des Weltklimarates IPCC bezüglich des Ansteigens der Meeresspiegel zutreffen, ist das gesamte Delta, das nur zwischen knapp 1 m und 3 m über Meereshöhe liegt, gefährdet.
Mit den Gefährdungen des Flusssystems und seines Deltas befassen sich verschiedene multinationale Kommissionen, so das Projekt Flocods (FLOod COntrol Decision Support).

### Nationalparks und Naturreservate
Das Delta des Roten Flusses wurde 2004 als Biosphärenreservat in das MAB-Programm der UNESCO aufgenommen.
- Ba-Vì-Nationalpark
- Cát-Bà-Nationalpark
- Cúc-Phương-Nationalpark
- Xuân-Thủy-Nationalpark

Siehe auch: Liste der Biosphärenreservate, Nationalparks in Vietnam

## Verwaltung

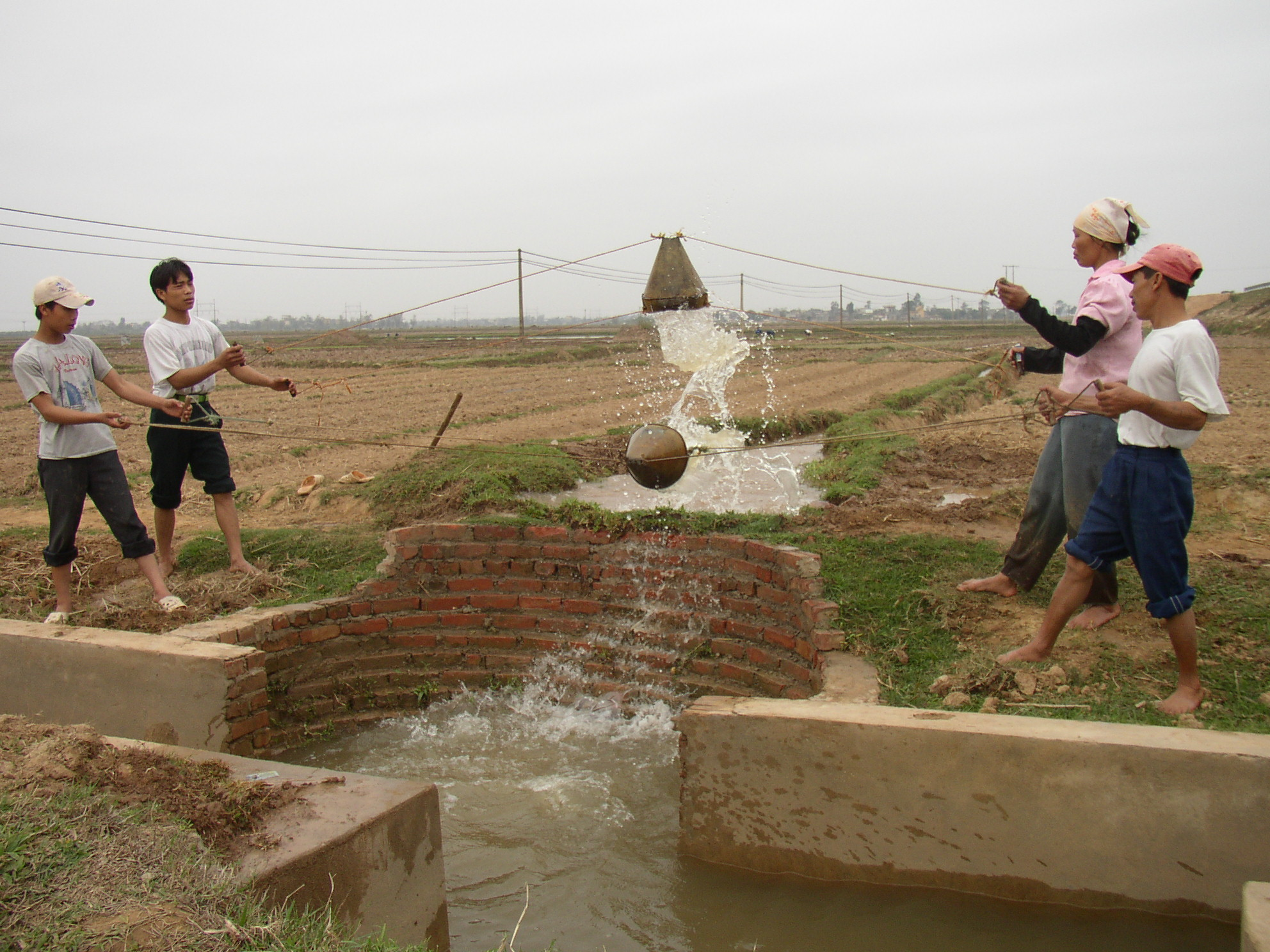
Bewässerung von Reisfeldern zwischen Hà Nội und Hoa Binh. Mangels elektrischer Anschlüsse auf den Feldern erfolgt diese Arbeit bis heute manuell.

### Provinzen
- Bắc Ninh
- Hà Nam
- Hải Dương
- Hưng Yên
- Nam Định
- Ninh Bình
- Thái Bình
- Vĩnh Phúc

### Städte mit Provinz-Status
- Hanoi
- Hải Phòng

## Bevölkerung
Das Delta ist die Ursprungsregion des Volkes der Kinh. Mit 15 % der vietnamesischen Bevölkerung ist die Region eine der dichtestbesiedelten der Welt.

## Geschichte und Bedeutung
Das Delta mit seinen fruchtbaren Sedimentablagerungen ist ein Hauptgebiet der Agrarproduktion Vietnams. Etwa 47 % der Fläche (820.800 ha) ist landwirtschaftliche Nutzfläche, auf der mehr als ein Drittel der Reisproduktion des Landes angebaut wird. Die Be- und Entwässerung erfolgt durch ein ausgeklügeltes System von Dämmen, Deichen und Kanälen. Die Gesamtlänge der an der Basis bis zu 40 m breiten Deiche beträgt heute mehr als 3000 km, auf den Kronen verlaufen oft Verkehrswege.
Während des Vietnamkrieges wurde die Region stark bombardiert.